# Phallophories

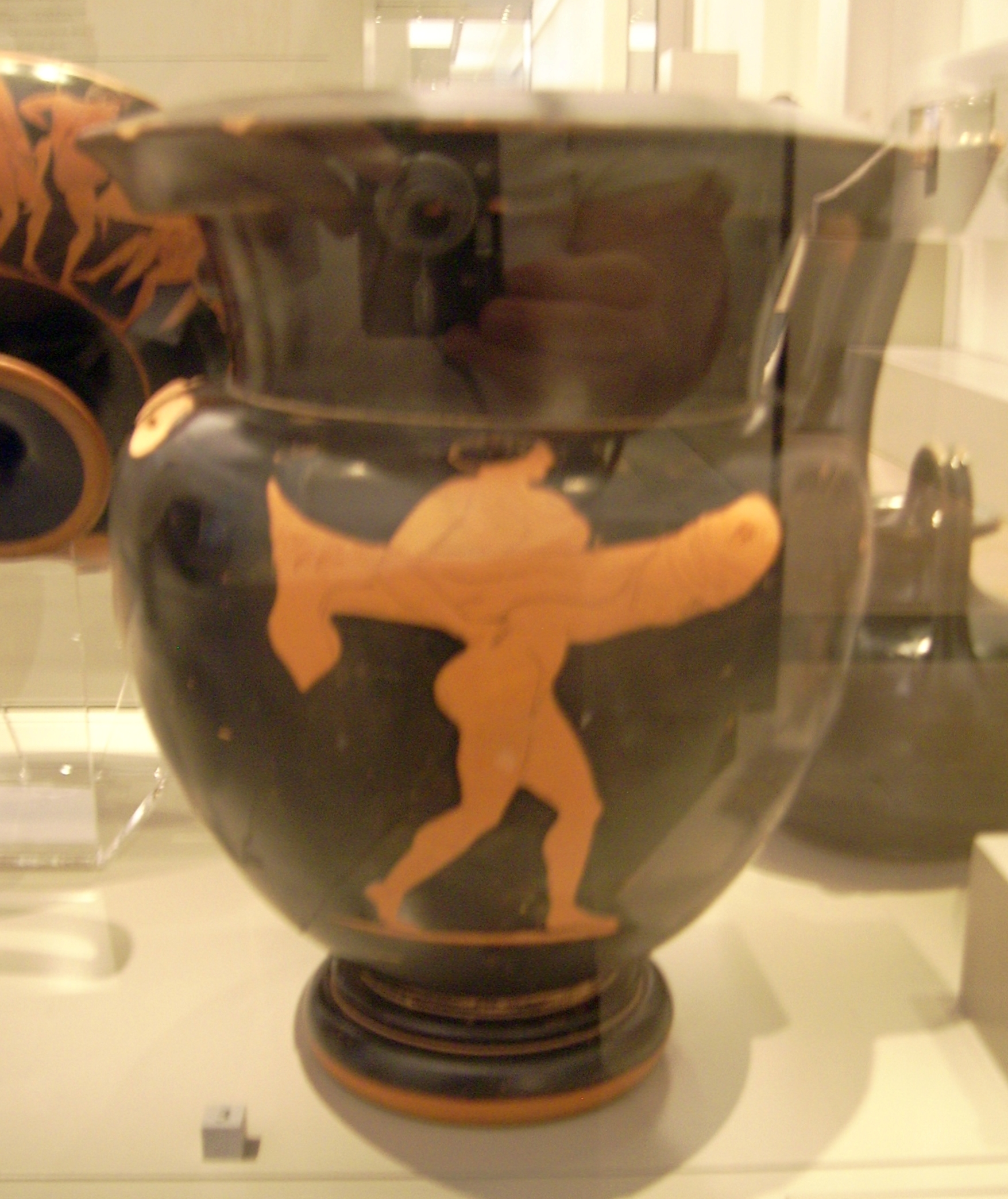
Cratère à figures rouges représentant une Hétaïre transportant un phallus

Dans le monde grec classique, les Phallophories, appelées aussi phallogogies, étaient des processions solennelles en l'honneur de Dionysos, dans lesquelles on transportait un énorme phallus de bois, accompagnant le cortège, avec chants typiques, comme celui du poète de Délos mis dans une de ses œuvres théâtrales :

« Retirez-vous, faites place
au dieu ! parce qu'il veut
résister, gonfler,
avancer au milieu. »

Le contexte mythique de la fête réside dans l’épisode du démembrement de Dionysos. Le dieu est mis en pièces par les Titans et dévoré, et seul un organe est sauvé et caché de Pallas Athéna. Cet organe, qui dans le mythe est appelé « cœur » selon Kerényi, est une métaphore pour indiquer sa partie la plus importante, c’est-à-dire le phallus, vrai symbole de la ζωή / zôế, la vie indestructible. Dans le rite, on sacrifiait des béliers et on en cachait le phallus. Ensuite, dans les processions, il lui était substitué un simulacre en bois de figuier.
Plutarque nous décrit une de ces processions en campagne :

« En tête était portée une amphore pleine de vin et un rameau de vigne, puis il y avait un homme qui traînait un bélier pour le sacrifice, suivi par un autre avec un seau de figues et enfin quelqu’un portait un phallus. »

— (De cupiditate divitiarum, VIII, 527 D.)